# Magyar Pszichológiai Szemle

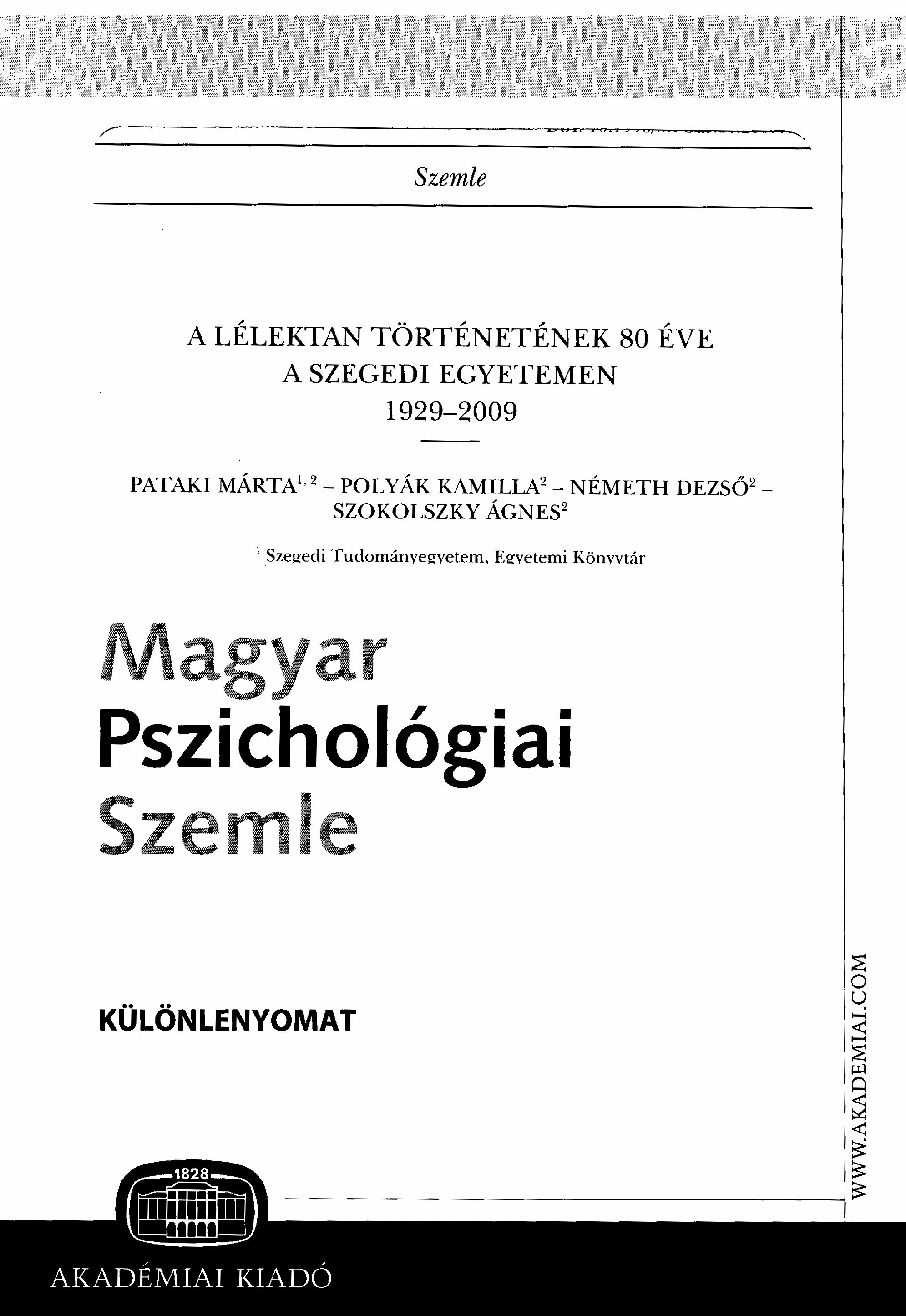
Különnyomat a Magyar Pszichológiai Szemléből, 2009. 64. évf. 4. sz. 671-676. p.

Magyar Pszichológiai Szemle a Magyar Pszichológiai Társaság szakfolyóirata (Székhely: Budapest; alapítás ideje: 1928)

## Története
Folyamatosan jeles szerkesztői voltak, az induláskor, 1928-1932-ig Kornis Gyula és Ranschburg Pál közreműködésével Boda István és Juhász Andor szerkesztette, 1933-1939-ig Várkonyi Hildebrand Dezső, 1940-1944-ig Lehoczky Tibor és Mátrai László, 1947-ben Kardos Lajos és Lénárd Ferenc.
Újrainduláskor, 1961-1967-ig Gegesi Kiss Pál szerkesztette, 1968-1973-ig Lénárd Ferenc, 1974-1991-ig Popper Péter, 1990-1996 Kulcsár Zsuzsanna, 1997-től 2015-ig Pléh Csaba, a BME Kognitív Tudományi Tanszék egyetemi tanára, az MTA tagja. 2015-től Fülöp Márta a lap főszerkesztője.
A Magyar Pszichológiai Szemle története a Magyar Pszichológiai Társaság megalakulásához és történetéhez kötődött, 1947-től az 1960-as évek legelejéig szünetelt politikai okokból való betiltás miatt.
Újrainduláskor, az 1960-as évek elejétől szerkesztése kötődött az MTA Pszichológiai Bizottságához, s változatlanul a Magyar Pszichológiai Társaságban tömörült tagsághoz. Változatlanul évnegyedes folyóirat, kivétel a hazai pszichológiai oktatás és kutatás felfutása idején, az 1990-es években kéthavonta jelent meg.
A lap 2020-ban ünnepelte megjelenésének 75. évfordulóját.
Pléh Csaba 1997-től 2015-ig látta el a Magyar Pszichológiai Szemle főszerkesztői teendőit. Irányítása alatt a patinás, de korábban rendszertelen, akadozó megjelenésű lap gondosan szerkesztett, pontos, nemzetközi fórumokon is jegyzett, magas szakmai színvonalat képviselő folyóirattá vált. 
Kapcsolata a kiadóval nem korlátozódott az egyébként a hazai szakfolyóiratok között kimagasló példányszámot elért Szemlére.
A szakfolyóirat célja kezdetben a pszichológia tudomány népszerűsítése volt, később a tudomány hazai és külföldi eredményeinek közreadása és megismertetése. Az Akadémiai Kiadó nyomdai kapacitásának szűkössége miatt évtizedekig késéssel jelentek meg a számok (1970-es, 1980-as évek). 1997 óta, Pléh Csaba főszerkesztői működése alatt sokat változott a helyzet, szervezői munkájával a számok megjelentetését sikerült felgyorsítania, sőt az 1996-2006 terjedő időszakra vonatkozóan repertóriumot jelentettek meg, amely mind online, mind nyomtatott formában rendelkezésére áll a szakmai közösségnek és valamennyi érdeklődőnek. A folyóirat a magyarországi kutatók tanulmányait, alkalmanként külföldi szerzők tanulmányait is közli a pszichológia tudomány aktuális kutatási területein. (Például: általános és fejlődéspszichológia, klinikai, pedagógiai- és szociálpszichológia, munka- és szervezetpszichológia, kognitív pszichológia, művészetpszichológia, kulturális pszichológia stb.)
A Magyar Pszichológiai Szemle immár 75 évfolyamában a tudományos eredményeken túl nyomon követhetjük a hazai és külföldi pszichológiai tudományos közélet egyes eseményeit.

## Leírása
Magyar Pszichológiai Szemle: a Magyar Pszichológiai Társaság folyóirata = Hungarian Journal of Psychology. Közreadja az MTA Pszichológiai Bizottsága; Magyar Pszichológiai Társaság; főszerk. Fülöp Márta. Budapest, Akadémiai Kiadó.
Nyomtatott változat: ISSN 0025-0279; online változat: ISSN 1588-2799
Előző cím: Magyar Psychologiai Szemle: 1.1928-16.1947.

## Szerkesztőségi tagok (2017)

### Főszerkesztő
- Fülöp Márta (a volt MTA Kognitiv Idegtudományi és Pszichológiai Intézet tudományos tanácsadója, az MTA Doktora)

### Szerkesztőségi titkár
- Saád Judit

### Rovatvezetők
- Bereczkei Tamás (evolúciós pszichológia)
- Kéri Szabolcs (kísérleti pszichofiziológia)
- Demetrovics Zsolt (klinikai pszichológia)
- Molnárné Kovács Judit(szociálpszichológia)
- Egyed Katalin (fejlődéslélektan)
- Urbán Róbert (egészségpszichológia)
- Hámori Eszter (klinikai gyermeklélektan)
- Csákvári Judit (gyógypedagógiai pszichológia)
- Nguyen Luu Lan Anh (kultúrközi pszichológia)
- Sass Judit (munka- és szervezetpszichológia)
- Szabó Éva (neveléslélektan)
- Rózsa Sándor (személyiségpszichológia és pszichometria)
- Faragó Klára (szervezetpszichológia)
- Lányi Gusztáv (könyvismertetés)

### 2000-2020 között legtöbbet publikált szerzők
- Pléh Csaba
- Bereczkei Tamás
- Fülöp Márta
- Bárdos György
- Csépe Valéria
- Kovács Judit
- Bányai Éva
- Kéri Szabolcs
- Klein Sándor
- Czigler István
- Faragó Klára
- Dúll Andrea
- Vajda Zsuzsanna